# Fisiología

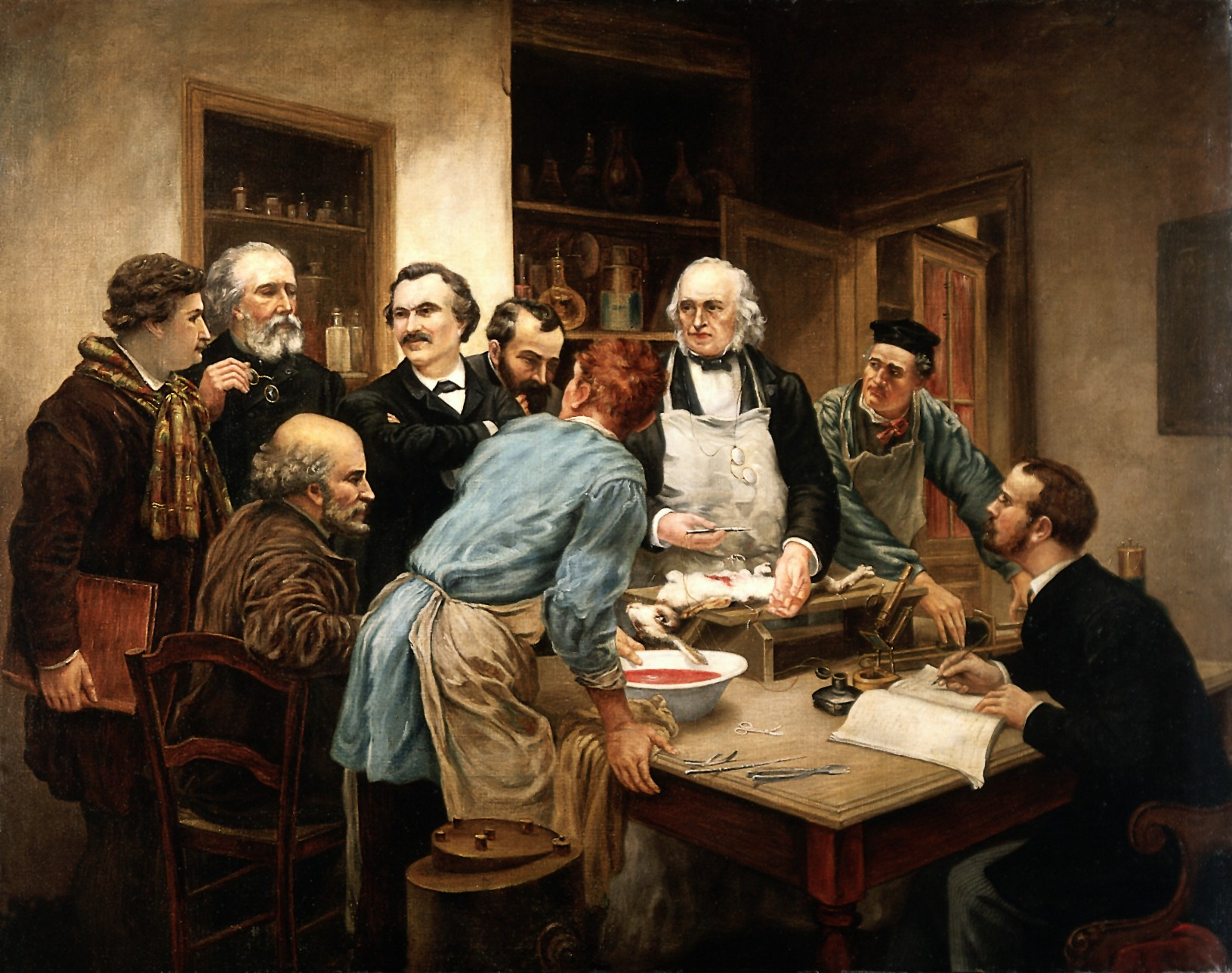
Pintura al óleo que representa a Claude Bernard, el padre de la fisiología moderna, con sus alumnos

Fisiología (del griego antiguo φύσις (phúsis) "naturaleza, origen", y -λογία (-logía) "estudio de") es una subdisciplina de la biología dedicada al estudio científico de funciones y mecanismos en un sistema vivo. La fisiología se centra en cómo los organismos, los sistemas de órganos, los órganos individuales, las células y las biomoléculas llevan a cabo las funciones químicas y físicas en un sistema vivo. Según el objeto de estudio, el campo se puede dividir en: fisiología humana (incluyendo la fisiología clínica), fisiología animal, fisiología vegetal y fisiología comparada, al tratar sobre organismos, y fisiología celular, al tratar sobre células. Para el funcionamiento fisiológico son fundamentales los procesos biofísicos y bioquímicos, los mecanismos de control homeostático y la comunicación entre las células.
La fisiología agrupa los procesos que estudia en funciones principales que son:
- Funciones nutricionales
- Función reproductiva
- Funciones de relación: locomoción y funciones sensoriales

El Premio Nobel en Fisiología o Medicina es otorgado por logros científicos excepcionales en fisiología relacionada con el campo de la medicina.
El estado fisiológico es la condición de funcionamiento normal, mientras que el estado patológico se refiere a condiciones anormales, incluidas las enfermedades.

## Historia
El estudio de la fisiología humana se remonta al menos al 420 a. C. con Hipócrates. El pensamiento crítico de Aristóteles y su énfasis en la relación entre estructura y función marcaron el inicio de la fisiología en la antigua Grecia. Galeno fue el primero en realizar experimentos para estudiar el funcionamiento del organismo, convirtiéndolo en el fundador de la fisiología experimental. 
En el siglo XVII nació la primera revolución biológica: donde la sala de estudio del fisiólogo está equipada con numerosos instrumentos de medición que permiten medir los parámetros biológicos de animales sacrificados, pero los resultados de estos estudios no fueron utilizados por los médicos, que siempre aplicaban el Primo saignare, deinde purgare, postea clysterium donare (“primero sangrar, luego purgar, luego inyectar").

Luego, en el siglo XIX, sucedió una segunda revolución, la medicina experimental cuyas bases fueron formuladas y teorizadas por el fisiólogo francés Pierre Rayer y luego por su discípulo Claude Bernard.
A continuación se detalla este desarrollo histórico:

### La era clásica
El estudio de la fisiología humana como campo de la medicina puede rastrearse, para la cultura occidental, hasta la Grecia clásica antes de la época de Hipócrates (siglo V a. C.). En las tradiciones de oriente, las primeras formas de fisiología o Anatomía pueden reconstruirse como presentes al mismo tiempo en la China, la India y en otros lugares. Hipócrates incorporó la teoría de los cuatro humores, que constaba de cuatro sustancias básicas: tierra, agua, aire y fuego. Cada sustancia se caracterizaba por tener un humor correspondiente: bilis negra, flema, sangre y bilis amarilla, respectivamente. Hipócrates también notó algunas conexiones emocionales con los cuatro humores, que Galeno ampliaría más tarde. El pensamiento crítico de Aristóteles y su énfasis en la relación entre estructura y función marcaron el comienzo de la fisiología en la Antigua Grecia. Al igual que Hipócrates, Aristóteles adoptó la teoría humoral de la enfermedad, que también constaba de cuatro cualidades primarias en la vida: caliente, fría, húmeda y seca. Galeno (c. 130 –200 d. C.) fue el primero en utilizar experimentos para probar las funciones del cuerpo. A diferencia de Hipócrates, Galeno argumentó que los desequilibrios humorales pueden ubicarse en órganos específicos, incluido todo el cuerpo. Su modificación de esta teoría ayudó a los médicos a hacer diagnósticos más precisos. Galeno también jugó con la idea de Hipócrates de que las emociones también estaban ligadas a los humores y agregó la noción de temperamentos: sanguíneo corresponde a sangre; flemático está ligado a la flema; la bilis amarilla está relacionada con el colérico; y la bilis negra corresponde a la melancolía. Galeno también describió que el cuerpo humano constaba de tres sistemas conectados: el cerebro y los nervios, que son responsables de los pensamientos y las sensaciones; el corazón y las arterias, que dan vida; y el hígado y las venas, que pueden atribuirse a la nutrición y el crecimiento. También el fundador de la fisiología experimental. Y durante los siguientes 1.400 años, la fisiología galénica fue muy influyente en la medicina.

### Período moderno temprano
Jean Fernel (1497-1558), médico francés, introdujo el término "fisiología". A Galeno, Ibn al-Nafis, Michael Servetus, Realdo Colombo, Amato Lusitano y William Harvey se les atribuyen importantes descubrimientos en la circulación de la sangre. Santorio Santorio en la década de 1610 fue el primero en utilizar un dispositivo para medir la frecuencia del pulso (el pulsilogium) y un termoscopio para medir la temperatura.
En 1791 Luigi Galvani describió el papel de la electricidad en los nervios de las ranas diseccionadas. En 1811, César Julien Jean Legallois estudió la respiración en disecciones y lesiones animales y encontró el centro de la respiración en el bulbo raquídeo. En el mismo año, Charles Bell terminó de trabajar en lo que más tarde se conocería como la ley de Bell-Magendie, que comparaba las diferencias funcionales entre las raíces dorsales y ventrales de la médula espinal. En 1824, François Magendie describió las raíces sensoriales y produjo la primera evidencia del papel del cerebelo en el equilibrio para completar la ley de Bell-Magendie.

En la década de 1820, el fisiólogo francés Henri Milne-Edwards introdujo la noción de división fisiológica del trabajo, que permitía “comparar y estudiar los seres vivos como si fueran máquinas creadas por la industria del hombre”. Inspirándose en la obra de Adam Smith, Milne-Edwards escribió que:
“...el cuerpo de todos los seres vivos, ya sean animales o vegetales, se parece a una fábrica (…) donde los órganos, comparables a los trabajadores, trabajan incesantemente para producir los fenómenos que constituyen la vida del individuo."
En organismos más diferenciados, el trabajo funcional podía repartirse entre diferentes instrumentos o sistemas (llamados por él como appareils).
En 1858, Joseph Lister estudió la causa de la coagulación de la sangre y la inflamación que se producía después de lesiones y heridas quirúrgicas previas. Más tarde descubrió e implementó antisépticos en la sala de operaciones y, como resultado, disminuyó la tasa de mortalidad por cirugía en una cantidad sustancial.
La Sociedad Fisiológica fue fundada en Londres en 1876 como un club de comidas. La American Physiological Society (APS) es una organización sin fines de lucro fundada en 1887. La Sociedad está "dedicada a fomentar la educación, la investigación científica y la difusión de información en las ciencias fisiológicas".
En 1891, Iván Pávlov realizó una investigación sobre "respuestas condicionales" que involucraban la producción de saliva de los perros en respuesta a una campana y estímulos visuales.
En el siglo XIX, el conocimiento fisiológico comenzó a acumularse a un ritmo acelerado, en particular con la aparición en 1838 de la teoría celular de Matthias Schleiden y Theodor Schwann. Afirmó radicalmente que los organismos están formados por unidades llamadas células. Los descubrimientos posteriores de Claude Bernard (1813–1878) finalmente llevaron a su concepto de milieu interieur (ambiente interno), que luego sería retomado y defendido como "homeostasis" por el fisiólogo estadounidense Walter B. Cannon en 1929. Por homeostasis, Cannon entendía "el mantenimiento de estados estables en el cuerpo y los procesos fisiológicos a través de los cuales se regulan". En otras palabras, la capacidad del cuerpo para regular su entorno interno. William Beaumont fue el primer estadounidense en utilizar la aplicación práctica de la fisiología.
Fisiólogos del siglo XIX como Michael Foster, Max Verworn y Alfred Binet, basándose en las ideas de Ernst Haeckel, elaboraron lo que se denominó "fisiología general", una ciencia unificada de la vida basada en las acciones de las células, más tarde rebautizada como en el siglo XX como biología celular.

### Período moderno tardío
En el siglo XX, los biólogos se interesaron en cómo funcionan los organismos distintos de los seres humanos, lo que finalmente generó los campos de la fisiología comparativa y la ecofisiología. Las principales figuras en estos campos incluyen a Knut Schmidt-Nielsen y George Bartholomew. Más recientemente, la fisiología evolutiva se ha convertido en una subdisciplina distinta. En 1920, August Krogh ganó el Premio Nobel por descubrir cómo se regula el flujo sanguíneo en los capilares. En 1954, Andrew Huxley y Hugh Huxley, junto con su equipo de investigación, descubrieron los filamentos deslizantes en el músculo esquelético, lo que hoy se conoce como teoría de los filamentos deslizantes. Recientemente, ha habido intensos debates sobre la vitalidad de la fisiología como disciplina (¿Está viva o muerta?). Si la fisiología es quizás menos visible hoy en día que durante la época dorada del siglo XIX, se debe en gran parte a que el campo ha dado origen a algunos de los dominios más activos de las ciencias biológicas actuales, como la neurociencia, la endocrinología y inmunología Además, la fisiología todavía se considera a menudo como una disciplina integradora, que puede reunir en un marco coherente datos provenientes de varios dominios diferentes.

## Subdisciplinas
Hay muchas formas de categorizar las subdisciplinas de la fisiología:
- Basada en los taxones estudiados: fisiología humana, fisiología animal, fisiología vegetal, fisiología microbiana, fisiología viral, fisiología fúngica
- Basada en el nivel de organización: fisiología celular, fisiología molecular, fisiología de sistemas, fisiología del organismo, fisiología ecológica, fisiología integrativa
- Basada en el proceso que causa la variación fisiológica: fisiología del desarrollo, fisiología ambiental, fisiología evolutiva
- Basada en los objetivos finales de la investigación: fisiología aplicada (por ejemplo, fisiología médica), no aplicada (por ejemplo, fisiología comparativa)

### Fisiología Celular
Aunque existen diferencias entre las células animales, vegetales y microbianas, las funciones fisiológicas básicas de las células se pueden dividir en los procesos de división celular, señalización celular, crecimiento celular y metabolismo celular.

### Fisiología Vegetal

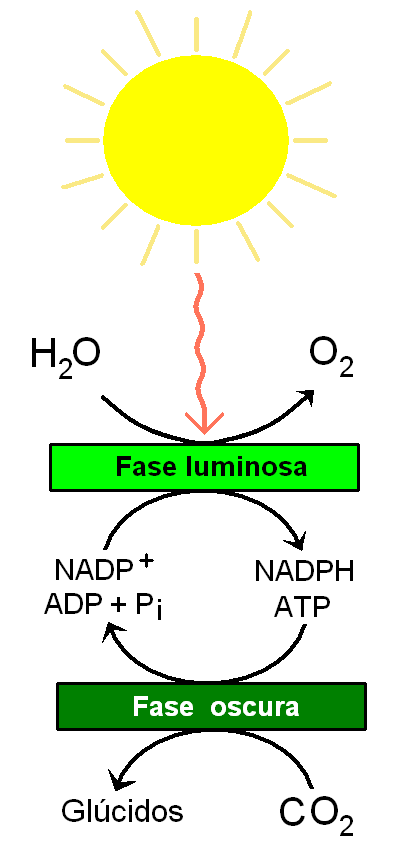
Esquema de la fotosíntesis

La fisiología vegetal, o fitobiología es una subdisciplina de la botánica relacionada con el funcionamiento de las plantas. Los campos con los que está estrechamente relacionada incluyen: la morfología vegetal, la ecología vegetal, la fitoquímica, la biología celular, la genética, la biofísica y la biología molecular. Los procesos fundamentales de la fisiología de las plantas incluyen: fotosíntesis, respiración, nutrición vegetal, tropismos, movimientos násticos, fotoperiodicidad, fotomorfogénesis, ritmos circadianos, germinación de semillas, latencia y la función y transpiración de los estomas. La absorción de agua por las raíces, la producción de alimento en las hojas y el crecimiento de los brotes hacia la luz son ejemplos de fisiología vegetal.
La fisiología vegetal es la ciencia que estudia el funcionamiento de los órganos y tejidos de las plantas y busca esclarecer la naturaleza de los mecanismos por los cuales los órganos realizan sus funciones. Los campos de estudio de la fisiología vegetal son muy diversos y conciernen en particular:
- Nutrición, en particular la absorción de elementos minerales y las funciones de síntesis:
  - nutrición de carbono
  - nutrición nitrogenada
  - nutrición mineral
  - fotosíntesis
- Respiración e intercambio de gases en las plantas
- La transpiración se ve afectada por el calor y por una circulación de aire seco y caliente, por lo tanto, la pérdida de H2O en las plantas
- La relación de las plantas con su entorno
- Crecimiento y desarrollo
- Reproducción, vegetativa o sexual

### Fisiología Animal
La fisiología animal una ciencia sintética y experimental que aplica métodos físicos y químicos, requiere una combinación de observaciones de animales en el campo y en el laboratorio, ya que la vida está influenciada por una variedad de factores ambientales. Busca describir los mecanismos de funcionamiento de las diversas funciones vitales de los organismos vivos del reino animal, así como sus vínculos con las estructuras orgánicas presentes en los diferentes niveles de organización: órganos, tejidos, células, moléculas. Intenta además describir las adaptaciones de los animales a su entorno, en toda su diversidad.
Los campos de estudio de la fisiología animal son muy diversos y conciernen en particular:
- Sistema nervioso: La neurofisiología, la fisiología del cerebro y las células nerviosas (neurona y célula glial), es la parte de la fisiología que se ocupa del sistema nervioso, que se puede dividir en dos partes: el sistema nervioso central y el sistema nervioso periférico. El sistema nervioso autónomo es un sistema en red formado por los órganos de los sentidos, nervios, cerebro, médula espinal, etc. Con el sistema endocrino (que es el conjunto de glándulas secretoras de hormonas), asegura la homeostasis del organismo actuando a través de impulsos eléctricos ejerciendo una acción sobre los músculos o los órganos. La fisiología sensorial o de los órganos de los sentidos estudia la percepción o interpretación sensorial de entre otros: el gusto, el olfato, la audición, la vista o somatoestesia

- Sistema reproductor: El aparato reproductor es el conjunto de órganos que contribuyen a la reproducción (sexual o asexual) de un organismo, siendo estudiado la fisiología reproductiva. El desarrollo del sistema reproductivo y su correcto funcionamiento dependen de las glándulas secretoras de hormonas endocrinas, generando procesos como la menstruación.

- Sistema circulatorio: El sistema circulatorio, cuyo órgano motor es el corazón, transporta los materiales químicos, los gases respiratorios y el calor que el cuerpo necesita. Por lo tanto, se utiliza para mantener la homeostasis. Está compuesto por dos subsistemas: el sistema cardiovascular (corazón, sangre, circulación sanguínea) y el sistema linfático (linfa). El sistema circulatorio es fundamental para el funcionamiento de los demás sistemas, respiratorio, nutritivo, inmunológico, endocrino y termorregulador.

- Sistema respiratorio: El sistema respiratorio permite el suministro de oxígeno a las células y el rechazo de CO2 o respiración. El sistema respiratorio asegura estos intercambios de gases vitales en los pulmones; mientras que el sistema circulatorio los transporta desde las células hasta los pulmones proceso conocido como ventilación pulmonar.

- Sistema motor: El sistema motor formado por entre otros elementos de soporte (esqueleto), movilidad (sistema muscular) y protección (sistema tegumentario).

- Sistema digestivo, dieta y excreción: La función del sistema digestivo es transformar los alimentos en formas físicas y químicas (Digestión) para ser absorbidos y transportados en el sistema circulatorio (sangre y linfa) para satisfacer las necesidades de carbohidratos, lípidos, proteínas, vitaminas, sales minerales y agua de un organismo (nutrición) o ser almacenados. Además de su posterior excreción.

- Termorregulación: La termorregulación permite que un organismo mantenga una temperatura constante. Es el resultado de la producción y pérdida de calor. Se hace una distinción entre organismos homeotermos y poiquilotermos. Los poiquilotermos son animales cuya temperatura interna varía según la temperatura externa. La termorregulación comprende dos fenómenos: la termólisis (pérdida de calor) y termogénesis (producción de calor)

### Fisiología Humana
La fisiología humana busca comprender los mecanismos que funcionan para mantener vivo y en funcionamiento el cuerpo humano, a través de la investigación científica de la naturaleza de las funciones mecánicas, físicas y bioquímicas de los humanos, sus órganos y las células que los componen. El principal nivel de enfoque de la fisiología está en el nivel de los órganos y sistemas dentro de los sistemas. Los sistemas endocrino y nervioso juegan un papel importante en la recepción y transmisión de señales que integran la función en los animales. La homeostasis es un aspecto importante con respecto a tales interacciones dentro de las plantas y los animales. La base biológica del estudio de la fisiología, la integración se refiere a la superposición de muchas funciones de los sistemas del cuerpo humano, así como su forma acompañada. Se logra a través de la comunicación que ocurre en una variedad de formas, tanto eléctricas como químicas.
Los cambios en la fisiología pueden afectar las funciones mentales de las personas. Ejemplos de esto serían los efectos de ciertos medicamentos o niveles tóxicos de sustancias. El cambio de comportamiento como resultado de estas sustancias se utiliza a menudo para evaluar la salud de las personas. Gran parte de la base del conocimiento de la fisiología humana provino de la experimentación con animales. Debido a la frecuente conexión entre forma y función, la fisiología y la anatomía están intrínsecamente vinculadas y se estudian en conjunto como parte de un plan de estudios de medicina.

### Fisiología comparada
Al involucrar la fisiología evolutiva y la fisiología ambiental, la fisiología comparativa considera la diversidad de características funcionales en los organismos.

### Electrofisiología
La electrofisiología es la parte de la fisiología que mide las corrientes eléctricas de las células. Los fenómenos eléctricos son numerosos y variados en el organismo, en particular en los tejidos excitables (músculos, sistema nervioso central), el corazón, el riñón así como ciertas glándulas.

## Fisiólogos notables

### Mujeres en fisiología
Inicialmente, las mujeres estaban en gran medida excluidas de la participación oficial en cualquier sociedad fisiológica. La American Physiological Society, por ejemplo, fue fundada en 1887 e incluía solo a hombres en sus filas. En 1902, la Sociedad Estadounidense de Fisiología eligió a Ida Hyde como la primera mujer miembro de la sociedad.  Hyde, representante de la Asociación Estadounidense de Mujeres Universitarias y defensora mundial de la igualdad de género en la educación, intentó promover la igualdad de género en todos los aspectos de la ciencia y la medicina.
Poco después, en 1913, J. S. Haldane propuso que se permitiera a las mujeres unirse formalmente a The Physiological Society, que había sido fundada en 1876. El 3 de julio de 1915, seis mujeres fueron admitidas oficialmente: Florence Buchanan, Winifred Cullis, Ruth C. Skelton, Sarah C. M. Sowton, Constance Leetham Terry y Enid M. Tribe. El centenario de la elección de mujeres se celebró en 2015 con la publicación del libro "Mujeres fisiólogas: celebraciones del centenario y más allá para la sociedad fisiológica". (ISBN 978-0-9933410-0-7)
Las mujeres fisiólogas prominentes incluyen:
- Bodil Schmidt-Nielsen, la primera mujer presidenta de la American Physiological Society en 1975.[50]
- Gerty Cori,[51] junto con su esposo Carl Cori, recibieron el Premio Nobel de Fisiología o Medicina en 1947 por su descubrimiento de la forma de glucosa que contiene fosfato conocida como glucógeno, así como su función dentro de los mecanismos metabólicos eucariotas para la producción de energía. Además, descubrieron el ciclo de Cori, también conocido como el ciclo del ácido láctico,[52] que describe cómo el tejido muscular convierte el glucógeno en ácido láctico a través de la fermentación del ácido láctico .
- Barbara McClintock fue galardonada con el Premio Nobel de Fisiología o Medicina en 1983 por el descubrimiento de la transposición genética. McClintock es la única mujer galardonada que ha ganado un Premio Nobel no compartido.[53]
- Gertrude Elion,[54] junto con George Hitchings y Sir James Black, recibieron el Premio Nobel de Fisiología o Medicina en 1988 por su desarrollo de fármacos empleados en el tratamiento de varias enfermedades importantes, como la leucemia, algunos trastornos autoinmunes, gota, malaria y herpes viral.
- Linda B. Buck,[55] junto con Richard Axel, recibió el Premio Nobel de Fisiología o Medicina en 2004 por su descubrimiento de los receptores de olor y la compleja organización del sistema olfativo.
- Françoise Barré-Sinoussi,[56] junto con Luc Montagnier, recibieron el Premio Nobel de Fisiología o Medicina en 2008 por su trabajo en la identificación del virus de la inmunodeficiencia humana (VIH), causante del Síndrome de Inmunodeficiencia Adquirida (SIDA).
- Elizabeth Blackburn,[57] junto con Carol W. Greider[58] y Jack W. Szostak, fue galardonada con el Premio Nobel de Fisiología o Medicina 2009 por el descubrimiento de la composición genética y la función de los telómeros y la enzima llamada telomerasa.

## Cultura y sociedad
El término fisiología también fue utilizado en el siglo XIX por escritores cultores del  realismo para describir pequeños estudios de carácter costumbrista como los porteros, los párrocos, el presidiario o la mujer treintañera, algunos de los cuales se agrupan en el libro Les Français peints par eux-mêmes. Balzac publicó Physiologie du mariage en 1829.

## Otras lecturas
Fisiología humana
- Hall, John (2011). Guyton and Hall textbook of medical physiology (12th edición). Philadelphia, Pa.: Saunders/Elsevier. ISBN 978-1-4160-4574-8.
- Widmaier, E.P., Raff, H., Strang, K.T. Vander's Human Physiology. 11th Edition, McGraw-Hill, 2009.
- Marieb, E.N. Essentials of Human Anatomy and Physiology. 10th Edition, Benjamin Cummings, 2012.

Fisiología animal
- Hill, R.W., Wyse, G.A., Anderson, M. Animal Physiology, 3rd ed. Sinauer Associates, Sunderland, 2012.
- Moyes, C.D., Schulte, P.M. Principles of Animal Physiology, second edition. Pearson/Benjamin Cummings. Boston, MA, 2008.
- Randall, D., Burggren, W., and French, K. Eckert Animal Physiology: Mechanism and Adaptation, 5th Edition. W.H. Freeman and Company, 2002.
- Schmidt-Nielsen, K. Animal Physiology: Adaptation and Environment. Cambridge & New York: Cambridge University Press, 1997.
- Withers, P.C. Comparative animal physiology. Saunders College Publishing, New York, 1992.

Fisiología vegetal
- Larcher, W. Physiological plant ecology (4th ed.). Springer, 2001.
- Salisbury, F.B, Ross, C.W. Plant physiology. Brooks/Cole Pub Co., 1992
- Taiz, L., Zieger, E. Plant Physiology (5th ed.), Sunderland, Massachusetts: Sinauer, 2010.

Fisiología fúngica
- Griffin, D.H. Fungal Physiology, Second Edition. Wiley-Liss, New York, 1994.

Fisiología de los protistas
- Levandowsky, M. Physiological Adaptations of Protists. In: Cell physiology sourcebook: essentials of membrane biophysics. Ámsterdam; Boston: Elsevier/AP, 2012.
- Levandowski, M., Hutner, S.H. (eds). Biochemistry and physiology of protozoa. Volumes 1, 2, and 3. Academic Press: New York, NY, 1979; 2nd ed.
- Laybourn-Parry J. A Functional Biology of Free-Living Protozoa. Berkeley, California: University of California Press; 1984.

Fisiología de las algas
- Lobban, C.S., Harrison, P.J. Seaweed ecology and physiology. Cambridge University Press, 1997.
- Stewart, W. D. P. (ed.). Algal Physiology and Biochemistry. Blackwell Scientific Publications, Oxford, 1974.

Fisiología bacteriana
- El-Sharoud, W. (ed.). Bacterial Physiology: A Molecular Approach. Springer-Verlag, Berlin-Heidelberg, 2008.
- Kim, B.H., Gadd, M.G. Bacterial Physiology and Metabolism. Cambridge, 2008.
- Moat, A.G., Foster, J.W., Spector, M.P. Microbial Physiology, 4th ed. Wiley-Liss, Inc. New York, NY, 2002.

- Datos: Q521
- Multimedia: Physiology / Q521